# Гулиев, Эльчин Исага оглы
Эльчин Исага оглы Гулиев (азерб. Elçin İsağa oğlu Quliyev: род. 22 сентября 1967, Сумгаит) — азербайджанский военный деятель, начальник Государственной пограничной службы Азербайджана. Генерал-полковник.

## Биография
Эльчин  Гулиев родился 22 сентября 1967 года в Сумгаите. Среднее образование получил в 1974—1982 годах в школах № 20 и 23 г. Сумгаит. Далее продолжил образование в 1982 — 1984 годах  в Республиканской специализированной школе-интернате имени Дж. Нахичеванского, затем 1984—1988 годах в Бакинском высшем общевойсковом командном училище.
В 1988—1992 годах служил на различных офицерских должностях в рядах Советской Армии в Северной группе войск в Польше.
С 1992 года служит в Пограничных войсках Азербайджана.
C 27 марта 2001 по 31 июля 2002 года являлся Командующим пограничными войсками и заместителем министра национальной безопасности Азербайджана.
31 июля 2002 года назначен начальником Государственной пограничной службы.
Осенью 2020 года в ходе Второй Карабахской войны при участии Государственной пограничной службы Азербайджан занял несколько населённых пунктов на территории Джебраильского района. В связи с водружением флага Азербайджана на Худаферинском мосту и освобождением при участии ГПС нескольких населенных пунктов Верховный главнокомандующий Вооруженными силами Азербайджана, Президент Ильхам Алиев поздравил Эльчина Гулиева.
Президент Федерации конного спорта Азербайджана (с 2009).

## Звания
В 2001 году Эльчину Гулиеву было присвоено воинское звание генерал-майора.
В 2003 году было присвоено очередное воинское звание генерал-лейтенанта. 15 августа 2014 года присвоено звание генерал-полковника.

## Награды
- Медаль «Золотая звезда» (2007)[10]
- Медаль Святого Георгия (2012, Министерство внутренних дел Венгрии)[11]
- Орден «Азербайджанское знамя» (21 сентября 2017, за особые заслуги в обеспечении охраны государственной границы Азербайджанской Республики)[12]
- Орден «За службу Отечеству» 1-й степени (16 августа 2019, за отличие при выполнении служебных обязанностей)[13]
- Орден «Доблесть» 1-й степени (16 августа 2019, по случаю 100-летия создания органов пограничной охраны Азербайджана и за отличие в обеспечении защиты государственной границы, сохранении территориальной целостности и выполнении задач, поставленных перед органами пограничной охраны)[14]
- Орден «Победа» (9 декабря 2020, за высокий профессионализм при управлении боевыми операциями во время освобождения территорий и восстановления территориальной целостности Азербайджана, а также за мужество и отвагу при несении военной службы)[15]